# Amtsgericht St. Ingbert

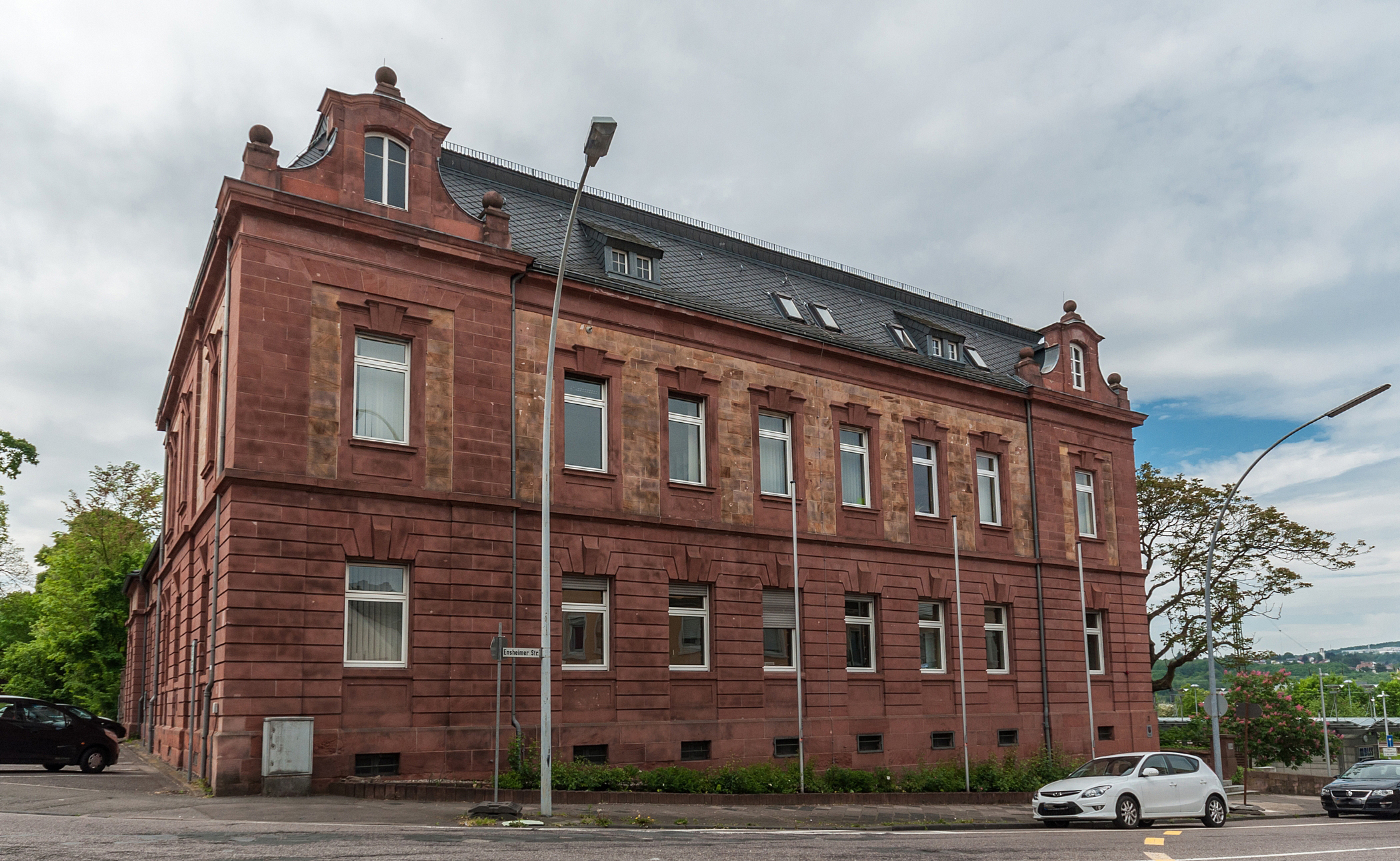
Das Amtsgericht St. Ingbert in der Ensheimer Str. 2

Das Amtsgericht St. Ingbert  ist ein deutsches Gericht der ordentlichen Gerichtsbarkeit und eines von zehn Amtsgerichten im Bezirk des Landgerichts Saarbrücken. Direktorin des Amtsgerichts ist Marion Walther.

## Gerichtssitz und -bezirk

Lage der Amtsgerichte in den jeweiligen Gerichtsbezirken im Saarland

Sitz des Gerichts ist die Stadt St. Ingbert im Saarland.
Der Gerichtsbezirk umfasst das Gebiet der Mittelstadt St. Ingbert mit den Stadtteilen St. Ingbert, Hassel, Oberwürzbach, Rentrisch, Sengscheid sowie die Gemeinde Mandelbachtal mit den Ortsteilen Bebelsheim, Bliesmengen-Bolchen, Erfweiler-Ehlingen, Habkirchen, Heckendalheim, Ommersheim, Ormesheim, Wittersheim. Damit ist der Bezirk etwa 108 km2 groß. In ihm leben ca. 47.000 Einwohner (Stand 30. September 2017).
Das Gericht ist unter anderem zuständig für Einsprüche und sonstige Rechtsbehelfe bei allen im Saarland begangenen Verkehrsordnungswidrigkeiten.

## Gebäude
Das Gericht ist in einem Gebäude unter der Anschrift Ensheimer Straße 2 in unmittelbarer Nähe des St. Ingberter Bahnhofs untergebracht.

## Übergeordnete Gerichte
Dem Amtsgericht St. Ingbert ist das Landgericht Saarbrücken übergeordnet. Zuständiges Oberlandesgericht ist das Saarländische Oberlandesgericht, ebenfalls mit Sitz in Saarbrücken.

## Geschichte
In St. Ingbert bestand bis 1879 das Landgericht St. Ingbert. Mit dem Inkrafttreten des Gerichtsverfassungsgesetzes des Deutschen Reichs zum 1. Oktober 1879 wurde die dort vorgesehene Gerichtsstruktur auch in Bayern eingeführt. Die Bestimmungen dazu enthielt die Königlich Allerhöchste Verordnung, die Bestimmung der Gerichtssitze und die Bildung der Gerichtsbezirke betreffend vom 2. April 1879. Danach wurde das Amtsgericht St. Ingbert dem Landgericht Zweibrücken zugeordnet. Sein Sprengel entsprach dem des früheren Landgerichts St. Ingbert.
1919 wurde das Saargebiet vom Reich abgetrennt. Das Amtsgericht St. Ingbert blieb mit unverändertem Sprengel bestehen, war nun aber dem Landgericht Saarbrücken zugeordnet. Siehe auch Gerichtsorganisation im Saargebiet.